# Brick (film, 2025)
Pour les articles homonymes, voir Brick.
Pour plus de détails, voir Fiche technique et Distribution.
Brick est un thriller allemand réalisé par Philip Koch et sorti en 2025 sur Netflix.

## Synopsis
Tim et Olivia, un jeune couple, ne sont plus sur la même longueur d'onde. Ils vont cependant devoir faire face à un évènement angoissant, ils ne peuvent plus sortir de leur appartement.

## Fiche technique
- Titre original : Brick
- Réalisation et scénario : Philip Koch
- Musique : Anna Dubrich
- Décors : Theresia Anna Ficus
- Costumes : Simona Rybáková
- Photographie : Alexander Fischerkoesen
- Montage : Hans Horn
- Société de production : Leonine Studios
- Société de distribution : Netflix
- Pays de production : Allemagne
- Langue originale : allemand
- Format : couleur
- Genre : thriller, science-fiction
- Durée : 99 minutes
- Date de sortie : 10 juillet 2025

## Distribution
- Matthias Schweighöfer : Tim
- Ruby O. Fee : Olivia
- Frederick Lau : Gael
- Salber Lee Williams : Ana
- Axel Werner : Oswalt
- Sira-Anna Faal : Lea
- Murathan Muslu : Yuri
- Alexander Beyer : Friedman
- Josef Berousek : Anton